# Mosty (gromada w powiecie goleniowskim)
Mosty – dawna gromada, czyli najmniejsza jednostka podziału terytorialnego Polskiej Rzeczypospolitej Ludowej w latach 1954–1972.
Gromady, z gromadzkimi radami narodowymi (GRN) jako organami władzy najniższego stopnia na wsi, funkcjonowały od reformy reorganizującej administrację wiejską przeprowadzonej jesienią 1954 do momentu ich zniesienia z dniem 1 stycznia 1973, tym samym wypierając organizację gminną w latach 1954–1972.
Gromadę Mosty z siedzibą GRN w Mostach utworzono – jako jedną z 8759 gromad na obszarze Polski – w powiecie nowogardzkim w woj. szczecińskim na mocy uchwały nr V/48/54 WRN w Szczecinie z dnia 5 października 1954. W skład jednostki weszły obszary dotychczasowych gromad Budno, Burowo, Danowo, Imno i Mosty ze zniesionej gminy Mosty w tymże powiecie.
13 listopada 1954  (z mocą wstecz od 1 października 1954) gromada weszła w skład nowo utworzonego powiatu goleniowskiego w tymże województwie, gdzie ustalono dla niej 12 członków gromadzkiej rady narodowej.
1 stycznia 1962 do gromady Mosty włączono miejscowości Maciejewo, Dołgie, Brudzeń, Pogrzymie, Jarosławki i Budziszewice ze zniesionej gromady Jarosławki w tymże powiecie.
1 stycznia 1972 do gromady Mosty włączono tereny o powierzchni 1.325,93 ha (wraz z miejscowością Wisławie) z miasta Maszewo w tymże powiecie.
Gromada przetrwała do końca 1972 roku, czyli do kolejnej reformy gminnej.